# Liste der Biografien/Van N
Liste der Biografien |
Portal Biografien |
N Personensuche
# |
A |
B |
C |
D |
E |
F |
G |
H |
I |
J |
K |
L |
M |
N |
O |
P |
Q |
R |
S |
T |
U |
V |
W |
X |
Y |
Z |
?
 
Va |
Ve |
Vh |
Vi |
Vj |
Vl |
Vn |
Vo |
Vr |
Vs |
Vt |
Vu |
Vy
 
Vaa |
Vab |
Vac |
Vad |
Vae |
Vaf |
Vag |
Vah |
Vai |
Vaj |
Vak |
Val |
Vam |
Van |
Vap |
Vaq |
Var |
Vas |
Vat |
Vau |
Vav |
Vaw |
Vax |
Vay |
Vaz
 
Van A |
Van B |
Van C |
Van D |
Van E |
Van F |
Van G |
Van H |
Van I |
Van K |
Van L |
Van M |
Van N |
Van O |
Van P |
Van Q |
Van R |
Van S |
Van T |
Van U |
Van V |
Van W |
Van Y |
Van Z

Vana |
Vanb |
Vanc |
Vand |
Vane |
Vang |
Vanh |
Vani |
Vanj |
Vank |
Vanl |
Vanm |
Vann |
Vano |
Vanp |
Vanq |
Vanr |
Vans |
Vant |
Vanu |
Vanv |
Vanw |
Vany |
Vanz
Die Liste der Biografien führt alle Personen auf, die in der deutschsprachigen Wikipedia einen Artikel haben. Dieses ist eine Teilliste mit 28 Einträgen von Personen, deren Namen mit den Buchstaben „Van N“ beginnt.

## Van N

### Van Na
- Van Name, Mark L. (* 1955), US-amerikanischer Science-Fiction-Autor
- Van Natta, Thomas F. III (1906–1988), US-amerikanischer Offizier, Generalmajor der US-Army

### Van Ne
- Van Nerum, Albert (1921–2002), belgischer Kinderbuchautor
- Van Ness, Cornelius P. (1782–1852), US-amerikanischer Jurist und Politiker
- Van Ness, James (1808–1872), US-amerikanischer Politiker
- Van Ness, John Peter (1770–1846), US-amerikanischer Politiker
- Van Ness, Jonathan (* 1987), US-amerikanischer Friseur, Podcaster und FernsehpersönlichkeitJonathan Van Ness (* 1987)

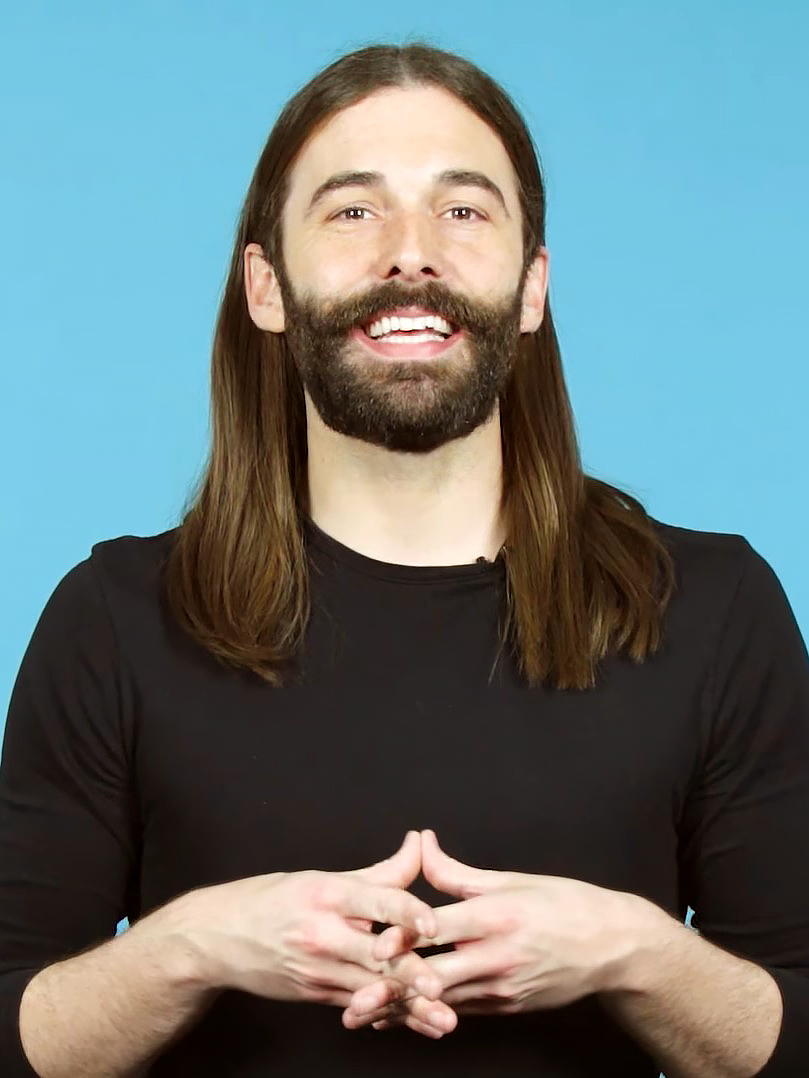
Jonathan Van Ness (* 1987)

- Van Ness, Lukas (* 2001), US-amerikanischer American-Football-Spieler
- Van Ness, William W. (1776–1823), amerikanischer Jurist und Politiker
- Van Neste, Carlo (1914–1992), belgischer Violinist
- Van Neste, Willy (* 1944), belgischer Radrennfahrer
- Van Nevel, Erik, belgischer Dirigent
- Van Nevel, Paul (* 1946), belgischer Dirigent, Chorleiter und Musikwissenschaftler

### Van Ng
- Van Nguyen, Chanelle (* 1994), US-amerikanische Tennisspielerin

### Van No
- Van Norden, Peter (* 1950), US-amerikanischer Schauspieler
- Van Norman, Moriah (* 1984), US-amerikanische Wasserballspielerin
- Van Nostrand, Amy (* 1953), US-amerikanische Schauspielerin
- Van Nostrand, Molly (* 1965), US-amerikanische Tennisspielerin
- Van Nostrand, Peter, US-amerikanischer Jazzmusiker (Schlagzeug)
- Van Note, Jeff (* 1946), US-amerikanischer American-Football-Spieler
- Van Noten, Dries (* 1958), belgischer Modedesigner
- Van Noten, Jean (1903–1982), belgischer Künstler und Briefmarkenentwerfer
- Van Noy, Kyle (* 1991), US-amerikanischer American-Football-Spieler

### Van Nu
- Van Nuffel, Lucien (1914–1980), belgischer Fußballschiedsrichter
- Van Nuffel, Victoire (* 1937), belgische Radsportlerin
- Van Nuffelen, Peter (* 1976), belgischer Althistoriker
- Van Nutter, Rik (1929–2005), US-amerikanischer Schauspieler
- Van Nuys, Frederick (1874–1944), US-amerikanischer Jurist und Politiker